# アケイティーズ (駆逐艦・2代)
アケイティーズ (HMS Achates, H12) はイギリス海軍の駆逐艦。A級。第二次世界大戦中の1942年12月31日、バレンツ海海戦でドイツ重巡洋艦アドミラル・ヒッパーの攻撃によって大破、撃沈された。

## 艦歴
アカテスは1928年9月11日にクライドバンクのジョン・ブラウン・アンド・カンパニーで起工した。1929年10月4日に進水し、1930年3月27日に就役する。
1941年7月25日、EF作戦で出撃中にアイスランド近海で触雷し損傷。1942年3月まで修理に要した。
1942年12月31日、バレンツ海海戦で沈没。